# فرودگاه ولکان
فرودگاه ولکان (به انگلیسی: Vulcan Airport) یک فرودگاه همگانی است . این فرودگاه در کشور کانادا قرار دارد و در ارتفاع ۱۰۴۸ متری از سطح دریا واقع شده است.